# Enrique Blanco Lac
Enrique Blanco Lac (Logroño, La Rioja, 26 de enero de 1914-24 de mayo de 1994, España) fue un pintor riojano cuyas obras son ejemplo del paisajismo desarrollado en la España de la posguerra, manteniendo, durante toda su trayectoria artística, un margen de los cambios que se producían en el arte español. Sus obras alcanzaron tal importancia que en la actualidad hay una calle a su nombre en su ciudad natal, Logroño, concretamente en El Cubo. 

## Biografía

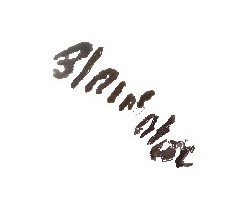
Firma del artista

### Primeros años
Nació en la ciudad española de Logroño, en la calle del Mercado (hoy llamada Portales), y era el menor de cinco hermanos. Estudió Bachillerato en Logroño, en el Colegio Francisco Zuazo. A los diez años ingresó en la Escuela de Artes y Oficios de Logroño mientras compaginaba los estudios de pintura con la enseñanza reglada. Posteriormente, se trasladó a Zaragoza con su familia entre 1927 y 1934 para estudiar Comercio y, a su vez, Dibujo y pintura. Realizó numerosos viajes a Madrid, Barcelona y París movido por sus inquietudes artísticas, mostrando su interés por los pintores de la Escuela de Madrid y el Posimpresionismo.
Se licenció en el Ejército en 1941 y volvió a residir en Logroño, donde trabajaba en los almacenes San Pedro  y abrió una tienda de productos textiles llamada “Sastrería Blanco”, en el número 15 de Portales, el 19 de marzo de 1954. En la parte trasera de la tienda instaló su estudio con el fin de sumergirse en la pintura. 
En 1957 fundó, junto con otros artistas (Jesús Infante, Tomás del Santo y Vicente Gallego), el llamado “Grupo Revellín”,en el cual había una gran influencia mutua, y donde tuvo varias iniciativas artísticas hasta 1963. Se trata del primer colectivo plástico de Logroño constituido en los años cincuenta. 
Alcanzó tal importancia que en la década de los 80 fueron solicitados sus servicios como artista por parte de la Comunidad de La Rioja con el fin de realizar varios cuadros.
El 24 de mayo de 1994, el pintor Enrique Blanco Lac falleció, y fue enterrado en el Cementerio Municipal de Logroño   en una tumba en la cual aparece un relieve con forma de paleta realizado por el artista Vicente Ochoa. Actualmente, el hijo del pintor, también llamado Enrique, sigue llevando la Sastrería Blanco, uno de los pocos negocios históricos que perviven en Logroño.

### Carrera artística
Tras su interés por los pintores renovadores de la Escuela de Madrid y el Posimpresionismo, Blanco Lac se decantó por un estilo propio. Óleo sobre lienzo, sus obras se ven dominadas por un afán de sintetizar las impresiones de la naturaleza, dándole un gran contenido emocional: «siempre la fuerza de la idea sobre el detalle», afirmó Blanco Lac.
Sus obras se pueden dividir en varias fases: de 1941 a 1958, etapa en la que pintó temas dispares, como retratos, naturaleza muerta, así como paisajes urbanos; de 1958 hasta 1969 con dominancia del paisaje riojano. De 1979 a 1987, pintó muchos retratos, aunque siguió pintando numerosos paisajes rurales. Por último, de 1987 hasta su fallecimiento, en 1994, siguió pintando retratos, naturaleza muerta y paisajes, con tonos muy vivos. En todas las etapas, concebía al pintor como un intermediario entre la realidad y la creatividad.
Su imaginación bebía de la realidad de la naturaleza: 
| «De memoria no he hecho nunca nada; tengo que partir de la realidad. Mi intención es interpretar esa realidad». |

 Artista autodidacta, dedicó toda su vida a pintar, sobre todo al aire libre, realizando decenas de cuadros.

## Reconocimientos
- En 1982 la Diputación de la Rioja le dedicó un libro.
- En 1986 la Consejería de Cultura le ofreció una Exposición Homenaje.
- En 1990 el Gobierno de La Rioja adquirió uno de sus lienzos para el Rey.
- Cesión de la Medalla de Oro de La Rioja.
- En 1992 con la colaboración de Cultural Rioja-Ibercaja, exposición antológica en la Sala Amós Salvador.
- En 2004 el Ayuntamiento de Logroño eligió una obra de Blanco Lac como regalo de boda a los Príncipes de Asturias.[13]

A su vez, tiene un total de 27 salones, 36 exposiciones colectivas, 25 exposiciones individuales y 29 premios. Una de las exposiciones más importantes fue la llamada "Reiventar el paisaje".